# Teru (kytarista)
Teru (stylizováno jako TERU) je japonský visual-kei metalový hudebník, skladatel a výtvarník. Je kytaristou skupin Versailles a Jupiter. V minulosti byl členem skupin Aikaryu a Hizaki Grace Project.

## Životopis
V roce 2002 se Teru stal členem kapely Aikaryu jako náhrada za kytaristu Deatha. Následující tři roky strávili především na turné, vydali řadu desek a několikrát změnili v sestavu. V březnu 2006 utrpěla skupina vážnou autonehodu. Teru se během zotavování ostatních členů připojil k sólovému projektu Hizaki Grace Project kytaristy Hizakiho. V prosinci 2006 Aikaryu po zotavení odehráli krátké turné s názvem Love or Dragon LIVE!, kterého se však kvůli následkům zranění nezúčastnil bubeník Uli. V dubnu 2007 oznámili rozpad, jehož hlavním důvodem byly Uliho přetrvávající zdravotní komplikace. Poslední koncert odehráli 15. července 2007.
Ke skupině Hizaki Grace Project se Teru připojil v říjnu 2006. Společně s Hizakim a Teruem sestavu tvořili baskytarista Yuu (Jakura), bubeník Mikage (Babylon) vokalista Juka (Moi dix Mois). Vydali tři alba, Dignity of Crest, Ruined Kingdom a Curse of Virgo.
V roce 2007 se na doporučení podniku Rick May-Kan stal členem skupiny Versailles založené Hizakim a zpěvákem Kamijem. Své debutové EP vydali v Japonsku a Evropě a vybudovali si silnou mezinárodní fanouškovskou základnu.
Jako výtvarník Teru pod pseudonymem Wait A Minute navrhoval obálky alb pro Kamijovo vydavatelství Sherow Artist Society Archivováno 13. 8. 2006 na Wayback Machine.. Navrhoval obálky alb pro skupinu Versailles, Hizaki Grace Project, Matenrou Opera nebo americkou skupinu Impellitteri, pro niž navrhl obálku alba Venom (2015). 25. listopadu 2010 přednášel na semináři o rozvoji japonské popkultury Kjótské univerzity umění a designu.
V lednu 2011 účinkoval se skupinou Versailles v televizním minidramatu Onegai kanaete Versailles (おねがいかなえてヴェルサイユ). Spolu s Hizakim se podíleli na projektu Blue Planet Japan, který vznikl v odezvě na zemětřesení a tsunami v roce 2011. Projektu se spolu s Teruem zúčastnili členové skupin A, AGE-OF-EP, amber gris, aicle.,  DaizyStripper, DASEIN, Dolly, FEST VAINQUEUR, heidi., HERO, Kiryu, Lin, Lips, Matenrou Opera, Moran, rice a Wizard. 25. června 2011 vystoupili v podniku Shibuya O-West a 14. září vydali singl Hitocu dake ~We are the One~; výtěžek ze singlu byl věnován obětem katastrofy.
9. srpna 2011 složil Teru k příležitosti druhého výročí smrti Jasmine Youa instrumentální píseň For You, kterou svému zesnulému kolegovi věnoval.
20. července 2012 Versailles oznámili ukončení činností ke konci roku. 1. dubna 2013 všichni členové vyjma Kamija oznámili své členství v nové kapele s názvem Jupiter. Vokalistou skupiny Jupiter se stal Zin (bývalý člen skupin SLOD, Freesia, V-Family, Tokami). Svůj debutový singl, Blessing of the Future, vydali v létě 2013 u vydavatelství Thunderball667 spadajícího pod Universal International.

## Diskografie

### Se skupinou Hizaki Grace Project
Alba
- Dignity of Crest (1. ledna 2007)
- Ruined Kingdom (19. září 2007)
- Curse of Virgo (26. prosince 2007)

DVD
- Eien no kokuin (永遠の刻印, February 17, 2007, distribuováno na koncertě)
- Monšó (紋章, May 9, 2007)